# イウティコサウルス
イウティコサウルス（学名：Iuticosaurus、"ジュートのトカゲ"の意味）は前期白亜紀から後期白亜紀にかけ現在のワイト島に生息した竜脚類（より詳細にはティタノサウルス類）恐竜の属である
1887年、リチャード・ライデッカーはウィリアム・フォックスがワイト島のブルック（en）の海岸で発見した2つの竜脚類の尾椎BMNH R146a およびBMNH 151を記載した。これらはティタノサウルスのものに似ていたものの、オルニトプシスの尾が不明であったため、ライデッカーはこれらの尾椎をオルニトプシスのものとした 。ロンドン地質学会誌を読んだハリー・ゴーヴィア・シーリーとジョン・ハルク（en）はライデッカーの選択を批判し、1888年、これらの化石をTitanosaurus sp. aとし、第3の椎骨をBMNH 32390をTitanosaurus sp. bとした。
1929年、フリードリヒ・フォン・ヒューネはこれらの分類群を全くの新種とした。前者の種小名はWealden 層群にちなみ、Titanosaurus Valdensisとした。後者は種小名をライデッカーに献名し 、Titanosaurus Lydekkeriとした 。両種は現在の規約によりそれぞれT. valdensis およびT. lydekkeriとつづられている。
1993年、Jean le Loeuffはこれらの化石を再記載し、新たな属イウティコサウルスとして分離、命名した。属名は15世紀よりワイト島に居住し、16世紀にジュート王朝を成立したジュート人にちなむ。Le Loeuffはタイプ種をIuticosaurus valdensisとし、BMNH 151をレクトタイプに指定した。別の椎骨BMNH R 1886もこの種のものとした。また形式的に名づけられた第2の種 Iuticosaurus lydekkeriについては疑問名（nomen dubium）と考えた。
I. valdensisは Wealden 層群のウェセックス累層（en）で発見され、I. lydekkeriより新しい時代の上部グリーンサンド（en）で発見された。
イウティコサウルスはおそらくティタノサウルスに近縁である。体長は15-20 mほどと推定される。
一般的にはI. valdensisも他のティタノサウルス類と識別できず、疑問名と結論付けられている。

## 註
1. ↑  Lydekker, R., 1887, "On certain dinosaurian vertebrae from the Cretaceous of India and the Isle of Wight", Quarterly Journal of the Geological Society of London 43: 157–160
2. ↑  Lydekker, R., 1888, Catalogue of fossil reptilia and Amphibia in the British Museum. Pt. I. Containing the orders Ornithosauria, Crocodilia, Dinosauria, Squamata, Rhynchocephalia, and Proterosauria, British Museum of Natural History, London, 309 pp
3. ↑  Huene, F. v. 1929, "Los saurisquios y ornitisquios del Cretáceo Argentino", Anales del Museo de La Plata (series 3) 3: 1–196
4. ↑  J. le Loeuff, E. Buffetaut, M. Martin, V. Martin & H. Tong, 1993, "Découverte d'Hadrosauridae (Dinosauria, Ornithischia) dans le Maastrichtien des Corbières (Aude, France)", Comptes Rendus de l'Academie des Sciences, Série II 316: 1023-1029

## 参照
- Iuticosaurus on DinoWight